# Joana de Dammartin
Joana de Dammartin (vers 1220 † a Abbeville el 16 març de 1279) va ser comtessa d'Aumale de 1237 a 1279 i comtessa de Ponthieu de 1251 a 1279. Era filla de Simó de Dammartin, comte d'Aumale, i de Maria, comtessa de Ponthieu. Fou reina consort de Castella i de Lleó (1237- 1252) pel seu matrimoni amb Ferran III de Castella.

## Biografia

Escut d'armes de Joana com a regne de Castella.

El seu pare fou expropiat pel rei de França el 1214 però la seva germana Mafalda va aconseguir que el rei li retornés el patrimoni vers el 1216 casant-la amb Felip Hurepel, el príncep reial (1218). Aumale i Ponthieu (amb Montreuil) van restar en mans del rei amb Mafalda i el seu marit participant en l'administració, però a tot tardar el 1223, quan el rei Felip va morir, els comtats van poder ser adjudicats a Joana de Dammartin (nascuda vers el 1220).
El seu pare la hi va prometre cap a 1230, però el rei Lluís VIII de França va fer anul·lar els esponsalicis. Es va casar en primeres noces el 1237 a Burgos amb Ferran III (1199 † 1252), rei de Castella i de Lleó, i van tenir cinc fills:
- Ferran (1238 † 1264), comte d'Aumale,
- Elionor (1241 † 1290), comtessa de Ponthieu i de Montreuil, casada el 1254 amb Eduard I d'Anglaterra.
- Lluís, senyor de Marchena i de Zuheros
- Simó (1244 † mort jove)
- Joan (1244 † mort jove)

A la mort del seu marit el 1252, es va retirar a França i va tornar als seus comtats on es va reunir amb Mafalda o Matilde Dammartin, comtessa de Boulogne i Dammartin que va viure fins al 1259. Joana es va casar cap a 1254 amb Joan de Nesle († 1292), senyor de Falvy i de La Hérelle, que va governar el Ponthieu i Aumale en el seu nom i amb qui va tenir dos fills:
- Guiu de Nesle, senyor de Harcelaines i de Hocquincourt
- Ida o Felipa de Nesle, casada amb Robert VII Bertran, senyor de Bricquebec.

En 1259, à la mort de sa cosina Matilde o Mafalda de Dammartin, comtessa de Dammartin i de Boulogne (amb Montreuil), va intentar obtenir els comtats d'aquesta última, però el Parlament de París va decidir el 1262 atribuir el comtat de Boulogne (amb Montreuil) a Adelaida de Brabant i el comtat de Dammartin a Mateu de Trie.
Va governar Aumale i Ponthieu fins a la seva mort el 1279.